# Senegalia berlandieri
Senegalia berlandieri es una especie de arbusto originario del sudoeste de Estados Unidos y nordeste de México de la familia de las fabáceas.  

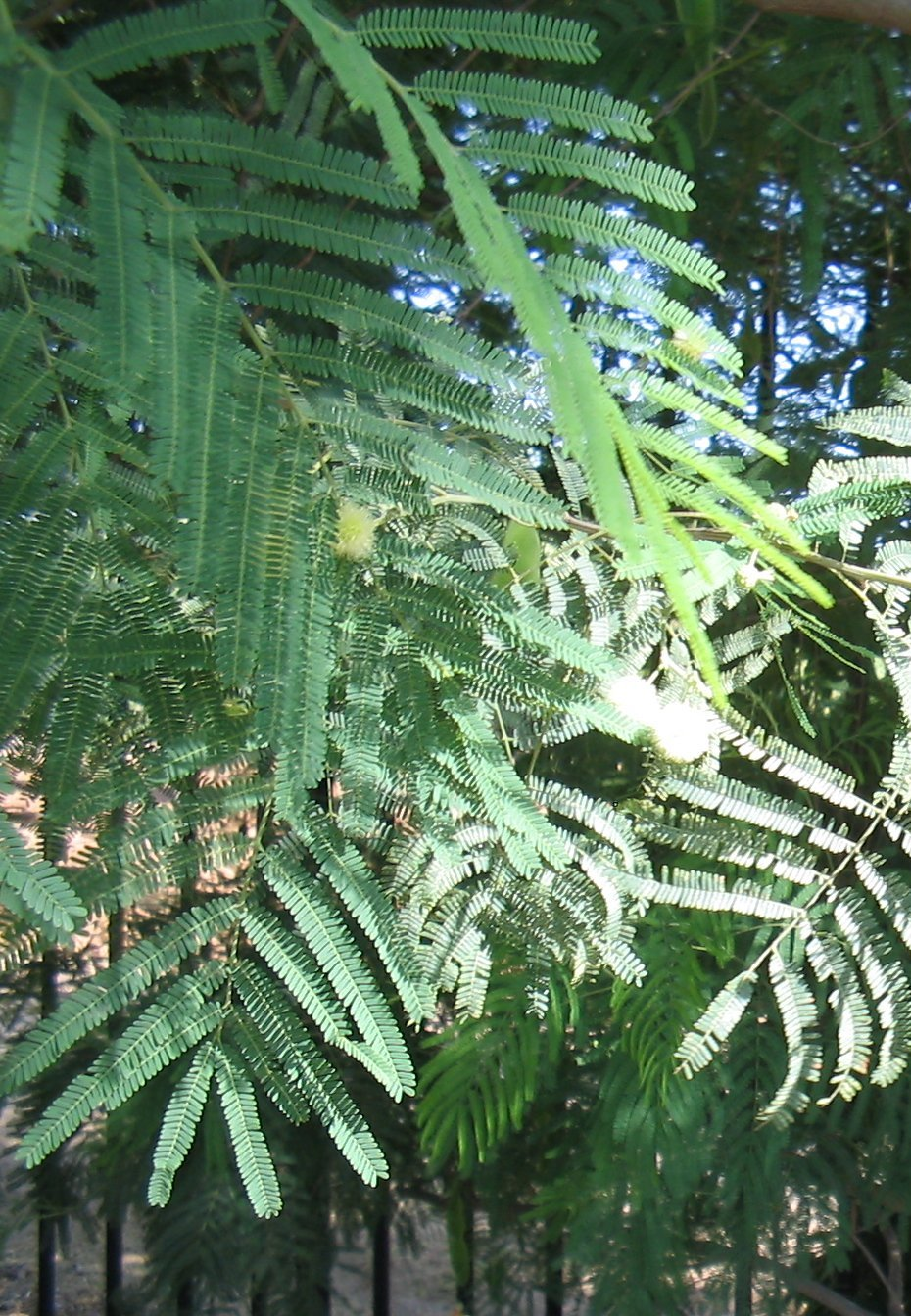
Hojas

## Descripción
Alcanza un tamaño de 1 a 5 metros de altura, con flores que son esféricas y de color blanco, que se producen entre febrero y abril.  A. berlandieri contiene una amplia variedad de alcaloides y se ha sabido para causar tóxicos reacciones en los animales domésticos tales como cabras.

## Toxicidad
B. berlandieri contiene derivados de la dimetiltriptamina y glucósidos cianogénicos en las hojas, las semillas y la corteza, cuya ingestión puede suponer un riesgo para la salud.

## Usos
B. berlandieri es tóxica para el ganado y por lo tanto no debe usarse como forraje.

## Alcaloides
B. berlandieri contiene un número de diversos alcaloides , los más abundantes de las cuales son N -metilfenetilamina , tiramina , y fenetilamina . En un estudio reciente, los investigadores identificaron treinta y uno alcaloides en muestras de follaje de la planta, incluyendo trazas de cuatro anfetaminas  que se consideran invenciones humanas: anfetamina, metanfetamina, etc. 

## Principios activos enAcacia berlandieri
Alcaloides en las hojas 0.28-0.66%.
- N-metilfenetilamina[8]
- Catequina[8]
- Fisetina[8]
- Hordenina[8]
- Feniletilamina[8]
- Quercetina[8]
- Tiramina[8]
- Triptamina 90-124 ppb en primavera, 287-334 ppb en otoño[9]
- Dimetiltriptamina solo en otoño, 75-114 ppb[9]

## Taxonomía
Etimología
berlandieri: epíteto otorgado en honor de Jean-Louis Berlandier, un  naturalista francés que estudió la fauna nativa de Texas y México.
Sinonimia
- Acacia emoryana Benth.
- Acacia berlandieri fue descrita por George Bentham y publicado en London Journal of Botany 1: 522. 1842.[11]
- Senegalia emoryana (Benth.) Britton & Rose
- Senegalia × emoryana (Benth.) Britton & Rose[12]